# Tifauges
Tifauges ou Tiffauges é uma comuna francesa na região administrativa da País do Loire, no departamento de Vendeia. Estende-se por uma área de 9,92 km². Em 2010 a comuna tinha 1 619 habitantes (densidade: 163,2 hab./km²).